# Oxyporus schizoporoides
Oxyporus schizoporoides är en svampart som beskrevs av Zmitr. & Spirin 2003. Oxyporus schizoporoides ingår i släktet Oxyporus, klassen Agaricomycetes, divisionen basidiesvampar och riket svampar.   Inga underarter finns listade i Catalogue of Life.